# Charles François Lhomond

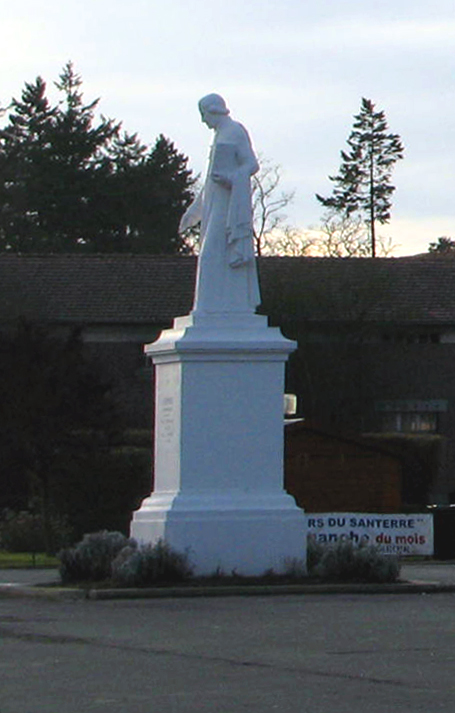
Statuia lui Charles François Lhomond din Chaulnes

Charles François Lhomond (pronunție în franceză [lɔmɔ̃]; 1727 – 31 decembrie 1794) a fost un preot, gramatician și pedagog francez, care era originar din Chaulnes, Somme.

## Biografie
El a urmat cursurile de la Collège d'Inville din Paris, unde a devenit ulterior decan. Mai târziu, el a predat timp de douăzeci de ani ca profesor la Collège du Cardinal-Lemoine din Cartierul Latin din Paris, iar apoi a fost profesor emerit la Universitatea din Paris.
Lhomond a adus contribuții în domeniul educației, fiind autor al mai multor lucrări de gramatică, istorie a Romei Antice și istorie religioasă. Manualul său din 1779, De viris illustribus urbis Romae a Romulo ad Augustum, era încă folosit în secolul al XX-lea de către studenții francezi care învățau limba latină și istoria Imperiului Roman.
Printre alte lucrări ale lui Lhomond se numără:
- Éléments de grammaire française (Elemente de gramatică franceză).
- Éléments de grammaire latine (Elemente de gramatică latină) (1779).
- Epitome historiae sacrae (1784).
- Histoire abrégée de l'Église (Istoria prescurtată a Bisericii)
- Histoire abrégée de la religion avant la venue de Jésus-Christ Abrégée (Istoria prescurtată a religiei înainte de sosirea lui Isus Cristos).

În 1792 a fost arestat pentru că a refuzat să jure credință față de Constituția civilă a clerului, dar a fost eliberat la scurt timp după aceea printr-o intervenție a lui Jean-Lambert Tallien (1767-1820), un fost student de-al său de la Collège du Cardinal-Lemoine. O statuie a lui Lhomond realizată de sculptorul francez Eugène-Louis Lequesne se află în orașul său natal, Chaulnes.